# Cabanon
Il Cabanon (dal francese, capanno) è una costruzione progettata da Le Corbusier nel 1951 e ubicata a Roccabruna, in Francia.

## Descrizione
Di seguito si riporta una citazione dello stesso Le Corbusier, autore del Cabanon, riferita proprio alla genesi del suo gesto progettuale:
(Le Corbusier)

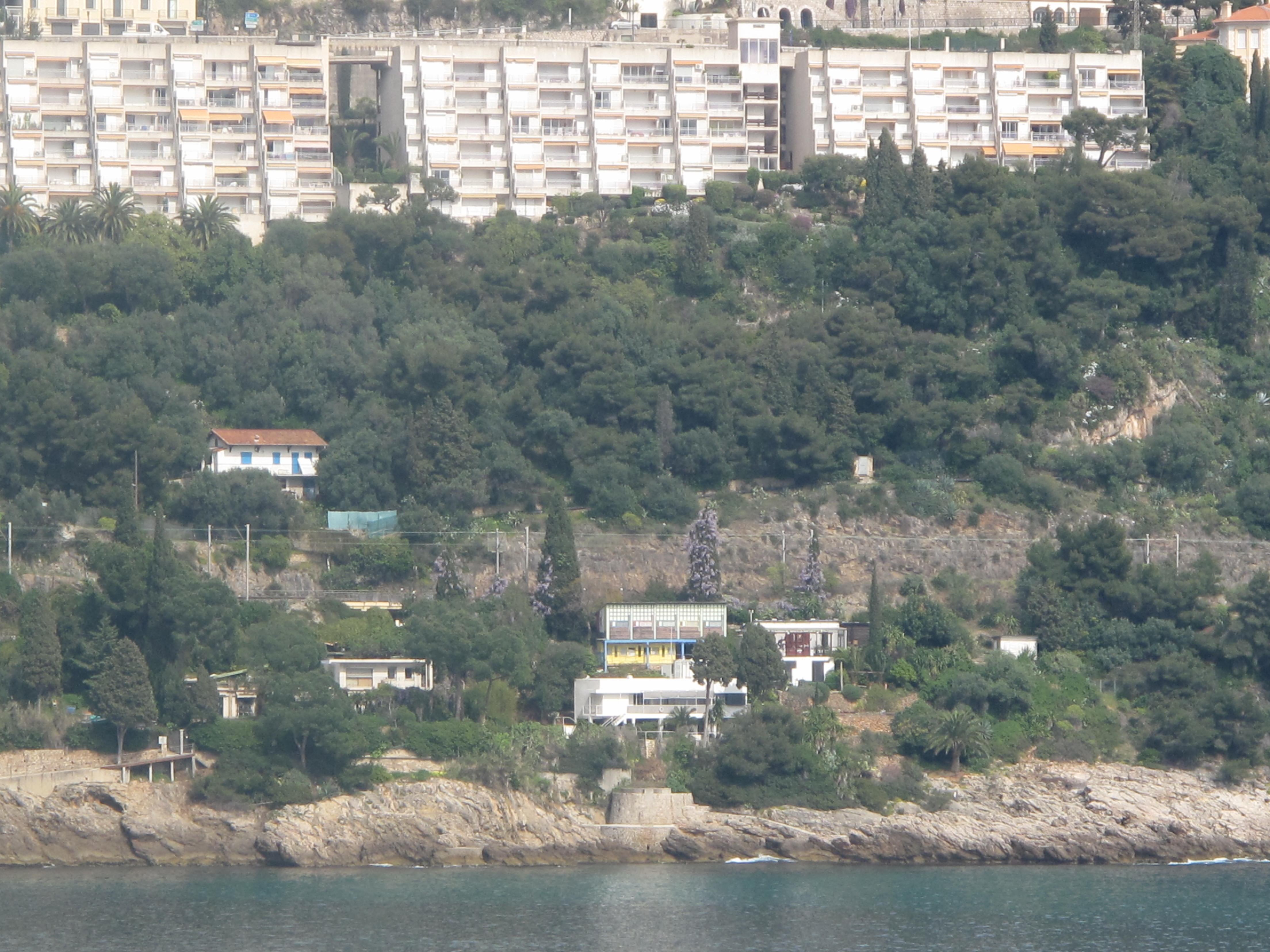
Veduta del litorale di Roquebrune-Cap-Martin, con la villa E-1027 e il Cabanon

Le Corbusier, dunque, progetta il Cabanon come regalo di compleanno per la moglie Yvonne e decide di collocarlo a Roquebrune-Cap-Martin, in Costa Azzurra, dove già abitava all'interno della casa E 1027, realizzata da Eileen Gray e Jean Badovici nel 1927: la peculiarità di tale proposta progettuale era costituita dalle sue dimensioni ridottissime. Trattasi invero di un capanno - traduzione dal francese del termine stesso «Cabanon» - dalle dimensioni in pianta di 3,66x3,66 m e dall'altezza di 2,26 m: queste dimensioni, studiate con estrema precisione secondo i dettami aurei e antropocentrici del Modulor, sono frutto anche della consapevolezza che a un «uomo nudo» in vacanza «non serve molto più di un letto, servizi, un tetto e la vista del sole che risplende sul mare».
Il Cabanon, in effetti, si costituisce come un minimum architettonico irriducibile, insemplificabile, indepauperabile, grande appena quattordici metri quadrati (come la cabina di un treno), dove ogni elemento è ridotto al massimo dell'essenzialità. Per ottenere una simile elementarità nell'organizzazione spaziale di questa machine à habiter ciascun arredo spesso svolge una duplice funzione: il letto occulta i cassetti dell'armadio, il supporto del lavandino funge da elemento di separazione, uno sgabello è anche scala per il ripostiglio superiore, e così via. Una simile semplificazione coinvolge anche la distribuzione di questo microspazio, il quale si contrae in un corridoio d'entrata, un servizio e un vuoto unico centrale, suo fulcro distributivo, intorno al quale si dispongono in maniera centripeta le diverse zone funzionali (soggiorno, area pasti, servizi igienici ...) di quest'«umile baracca». Persino gli infissi sono minimalizzati, con la presenza di sole due finestre, rivolte verso un'emergenza rocciosa e verso i litorali monacensi, e di due fessurazioni funzionali per un'aerazione ottimale degli interni. Il soffitto è infine realizzato con pannelli di quercia bianchi, rossi, verdi, gialli e blu.
Malgrado la manifesta semplicità, dunque, gli interni del Cabanon sono studiati con rigorosa diligenza, e rimandano nel loro complesso a un ideale di calore, accoglienza, introversione ed essenzialità. Interessante è anche l'involucro esterno, composto da doghe di scorza di pino, il quale per la sua rustica selvaticità sarebbe quasi assimilabile a uno chalet montano, se non fosse armoniosamente connaturato nella rigogliosa vegetazione mediterranea circostante.